# Fifield, Oxfordshire
Fifield är en ort och en civil parish i Storbritannien.   Den ligger i grevskapet Oxfordshire och riksdelen England, i den södra delen av landet, 110 km väster om huvudstaden London. Fifield ligger 164 meter över havet och antalet invånare är 240.
Terrängen runt Fifield är platt. Runt Fifield är det ganska tätbefolkat, med 139 invånare per kvadratkilometer. Närmaste större samhälle är Witney, 14,9 km sydost om Fifield. Trakten runt Fifield består till största delen av jordbruksmark.